# Actionserien
Action-serien var en svensk serietidning utgiven av Pandora Press/Atlantic åren 1991–1992 . Den innehöll brittiska science fiction- och fantasyserier tagna från tidningen 2000 AD, som "Sláine", "Nemesis the Warlock", "A.B.C. Warriors och "Night Zero".
Semic Press gav 1991 ut en serietidning vid namn Action, men namnet ändrades till Thriller då man inte ville att tidningen skulle blandas ihop med Action-serien som lanserades samtidigt. Första numret med titeln Action fick dras in från butikerna, och finns således i två versioner med olika titel på omslaget.

## Innehåll
- 1/1991: "Night Zero"
- 2/1991: "Night Zero", "A.B.C. Warriors
- 1/1992: "A.B.C. Warriors", "Universal Soldier", "Strontium Dog"
- 2/1992: "Nemesis the Warlock"
- 3/1992: "Sláine"
- 4/1992: "Sláine"